# Amsterdam (romanzo)
Amsterdam è un romanzo dello scrittore inglese Ian McEwan, pubblicato nel 1998.
Nello stesso anno il romanzo ha vinto il prestigioso Booker Prize.

## Storia editoriale
Il libro è stato tradotto in spagnolo, portoghese, ceco, slovacco, bulgaro, coreano, neogreco, finlandese, lituano, ebraico, estone, francese, giapponese, lettone,  danese, tedesco, polacco, italiano.

## Trama
Il libro inizia con i funerali di Molly Lane, ai quali si ritrovano i quattro uomini che l'hanno amata nel corso della sua vita: il marito George, da lei continuamente tradito, che negli ultimi tempi, approfittando delle precarie condizioni di salute della donna, l'ha praticamente rinchiusa in una prigione dorata; Julian, un politico divenuto ministro degli Esteri solo grazie al suo opportunismo, che è stato suo amante negli anni più recenti; e infine i due amici Vernon e Clive, l'uno direttore di un noto (anche se in fase calante) quotidiano, l'altro compositore di chiara fama, che hanno entrambi vissuto con lei in gioventù. Vernon e Clive sono ancora intimamente innamorati di Molly, e pertanto odiano sia il marito, sia Julian, non capendo come Molly potesse essere legata sentimentalmente ad un personaggio simile.
La morte di Molly innesca tutta una serie di eventi sempre più stringenti: George ha rinvenuto delle fotografie compromettenti scattate da Molly a Julian, e carico di rancore le mostra a Vernon, che sulle prime non riesce a decidere se pubblicarle o meno. Allora chiede consiglio al suo vecchio amico Clive, che nel frattempo si trova nel bel mezzo di una crisi creativa. Egli deve infatti comporre un'importante sinfonia per celebrare l'arrivo del nuovo millennio, ma non riesce a trovare lo spunto giusto per concluderla; si reca così a fare una camminata in montagna, per cercare la tranquillità e la concentrazione necessari, ma proprio quando l'ispirazione finalmente sta ritornando e Clive sente di essere sul punto di trovare le note giuste, sente le grida di aiuto di una donna, aggredita da uno sconosciuto. Clive si trova così a dover scegliere tra la sua sinfonia e la salvezza della donna, ma la sua indecisione è breve: ignora egoisticamente la richiesta d'aiuto.
Il rapporto tra i due amici inizia quindi ad incrinarsi sotto la spinta di questi due dilanianti interrogativi: è eticamente giusto sfruttare un segreto intimo di una persona (sia pure spregevole) per rovinargli completamente la carriera e la vita? E si può scusare un artista che antepone la creazione della propria opera d'arte alla salvezza di una vita? Vernon e Clive si ritroveranno così ad Amsterdam, luogo del loro scontro finale, con un epilogo tragico e grottesco allo stesso tempo.

## Edizioni in italiano
- Ian McEwan, Amsterdam, traduzione di Susanna Basso, Torino: Einaudi, 1998
- Ian McEwan, Amsterdam, legge: Angela Maritato, Feltre: Centro internazionale del libro parlato, 2021